# Mimi Pond
Mimi Pond är en amerikansk författare och serieskapare.
Hennes mest kända verk var manuset till "Simpsons Roasting on an Open Fire" från 1989, det första avsnittet av den tecknade komediserien The Simpsons som sändes.
Pond har skrivit ett flertal humorböcker. Hon har även skrivit för programmet Designing Women på CBS och barnprogrammet Pee-wee's Playhouse, samt tecknat för tidningar som Los Angeles Times.